# Thiacidas adnanensis
Pteronycta adnanensis là một loài bướm đêm trong họ Noctuidae.